# Grand Central Station (Chicago)
Grand Central Station fue una terminal ferroviaria de pasajeros en el centro de Chicago, Estados Unidos, desde 1890 hasta 1969. Estaba ubicado en 201 West Harrison Street en una cuadra delimitada por las calles Harrison, Wells y Polk y el río Chicago en la parte suroeste del Chicago Loop. Grand Central Station fue diseñada por el arquitecto Solon Spencer Beman para Wisconsin Central Railroad (WC), y fue completada por Chicago and Northern Pacific Railroad.
El Ferrocarril de Baltimore y Ohio compró la estación en 1910 y la usó como la terminal de Chicago para su servicio ferroviario de pasajeros, incluido su servicio Capitol Limited a Washington D. C. Los principales ferrocarriles arrendatarios incluyeron el Ferrocarril Soo Line, sucesor del Wisconsin Central, el Chicago Great Ferrocarril del Oeste, y el Ferrocarril Pere Marquette. La estación abrió el 8 de diciembre de 1890, cerró el 8 de noviembre de 1969 y fue demolida en 1971.

## Construcción
En octubre de 1889, una subsidiaria del Ferrocarril Central de Wisconsin comenzó a construir una nueva terminal de pasajeros en la esquina suroeste de las calles Harrison y Wells (entonces llamada Quinta Avenida) en Chicago, para reemplazar una instalación temporal cercana. La ubicación de este nuevo depósito, a lo largo del brazo sur del río Chicago, se seleccionó para aprovechar el bullicioso mercado de pasajeros y carga que viaja por el cercano lago Míchigan.

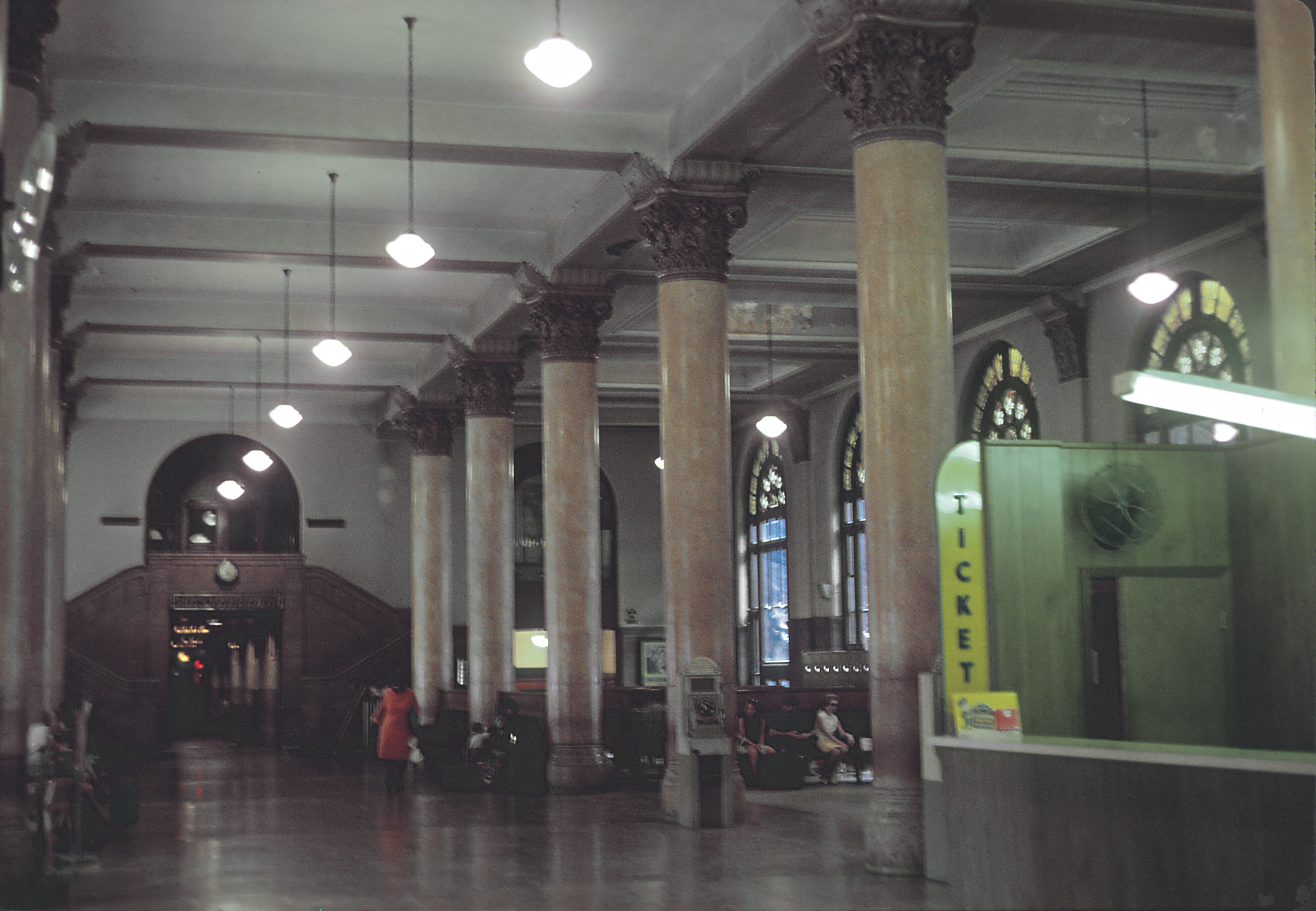
La sala de espera de Grand Central Station tenía techos de de altura; el suelo era de mármol

El arquitecto Solon S. Beman, que había ganado notoriedad como el diseñador del barrio de la empresa Pullman, diseñó la estación en estilo neorrománico y eligió ladrillo, piedra rojiza y granito para la construcción. La estructura medía 69 m a lo largo de Harrison Street y 146,9 m a lo largo de Wells. Tenía imponentes arcos, almenas, un espacioso patio de carruajes arqueado frente a Harrison Street y una multitud de torres. Su característica más famosa, sin embargo, fue una impresionante torre de 75,3 m en la esquina noreste de la estructura. Beman, uno de los primeros defensores del sistema de balsas flotantes para resolver los problemas únicos de suelos pantanosos de Chicago, diseñó la torre para que se asiente dentro de una base flotante sostenida por 16,8 m pilas profundas. Al principio, la campana de la torre de 4989,5 kg sonó a cada hora. En algún momento, sin embargo, se quitó la campana, pero se mantuvieron la torre y su enorme reloj, 4 m de diámetro, entre los más grandes de Estados Unidos.
El interior de Grand Central Station estaba decorado de forma tan extravagante como el exterior. La sala de espera, por ejemplo, tenía pisos de mármol, columnas de estilo corintio, vidrieras y una chimenea de mármol, y un restaurante. La estación también tenía un hotel de 100 habitaciones, pero el alojamiento terminó a fines de 1901.

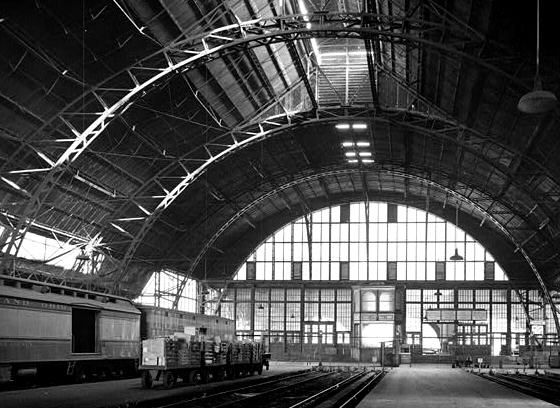
El cobertizo del tren de la estación Grand Central

No tan famoso como la torre del reloj, pero igualmente único desde el punto de vista arquitectónico, fue el cobertizo autoportante de vidrio y acero de Grand Central Station, 169 m × 48 m × 24 m, entre los más grandes del mundo en el momento de su construcción. El cobertizo, considerado una joya arquitectónica y una maravilla de la ingeniería mucho después de su construcción, albergaba seis vías y tenía plataformas lo suficientemente largas como para acomodar trenes de pasajeros de quince vagones. El costo final de construcción ascendió a más de un millón de dólares.
Chicago and Northern Pacific Railroad, una subsidiaria de Ferrocarril del Pacífico Norte, inauguró formalmente la estación Grand Central el 8 de diciembre de 1890. Buscando acceso al mercado ferroviario de Chicago, Northern Pacific había comprado Grand Central y las vías que conducían a él desde Wisconsin Central con la intención de hacer de la estación su terminal este. Cuando se inauguró, Grand Central recibió trenes del WC (que conectaba con su vía anterior en Forest Park) y Minnesota and Northwestern Railroad (M&NW), que también hizo una conexión en Forest Park. Para diciembre de 1891, los inquilinos también incluían el Ferrocarril de Baltimore y Ohio, y en 1903, el Ferrocarril Pere Marquette también comenzó a utilizar la estación.
Debilitada por la prolongada recesión económica del pánico de 1893, Northern Pacific quebró en octubre de 1893 y se vio obligada a poner fin a su propiedad de Chicago y Northern Pacific, incluida Grand Central Station. En última instancia, el ferrocarril arrendatario Baltimore y Ohio compró la estación en una ejecución hipotecaria en 1910 junto con todas las vías de la terminal para formar la Terminal Ferroviaria Baltimore y Ohio Chicago (B&OCT).

## Servicios

Los trenes a la estación Grand Central pasaron por encima de la terminal ferroviaria de Baltimore y Ohio Chicago. Observe la ruta tortuosa que toman los trenes desde el este hasta la estación, incluido un desvío de casi siete millas (once kilómetros) a lo largo de las vías de la línea Rock Island

La estación Grand Central, la más pequeña de las terminales ferroviarias de pasajeros de Chicago, era un lugar relativamente tranquilo, incluso durante su apogeo. Grand Central nunca se convirtió en un destino destacado para un gran número de viajeros a través del país, ni para las oleadas diarias de viajeros de los suburbios, que eran otras terminales de Chicago. En 1912, por ejemplo, Grand Central atendió a 3175 pasajeros por día, lo que representa solo el 4,5 % del número total de la ciudad de Chicago, y atendió un promedio de 38 trenes por día (incluidos 4 trenes suburbanos B&O). Este número palideció en comparación con los 146 trenes servidos por Dearborn Station, los 191 por LaSalle Street Station, los 281 en Union Station, los 310 por Chicago and North Western Terminal y los 373 trenes por día en Central Station.
La estación albergó algunos de los trenes de pasajeros más famosos de Baltimore y Ohio, incluido el Capitol Limited a Washington D. C. Desafortunadamente, sin embargo, el camino tortuoso que conducía a la estación desde el este obligó a estos trenes a desviarse millas de su camino a través del suroeste industrial y el lado oeste de la ciudad (Ver mapa a la izquierda). Otros inquilinos como Soo Line Railroad (que compró el WC en 1909), M&NW (que se conoció como Chicago Great Western Railway en 1893) y Pere Marquette Railway (que se fusionó con Chesapeake and Ohio Railway en 1947), no estaban ni cerca de la escala de las operaciones de B&O en el mercado ferroviario interurbano de pasajeros.

### Trenes de pasajeros interurbanos

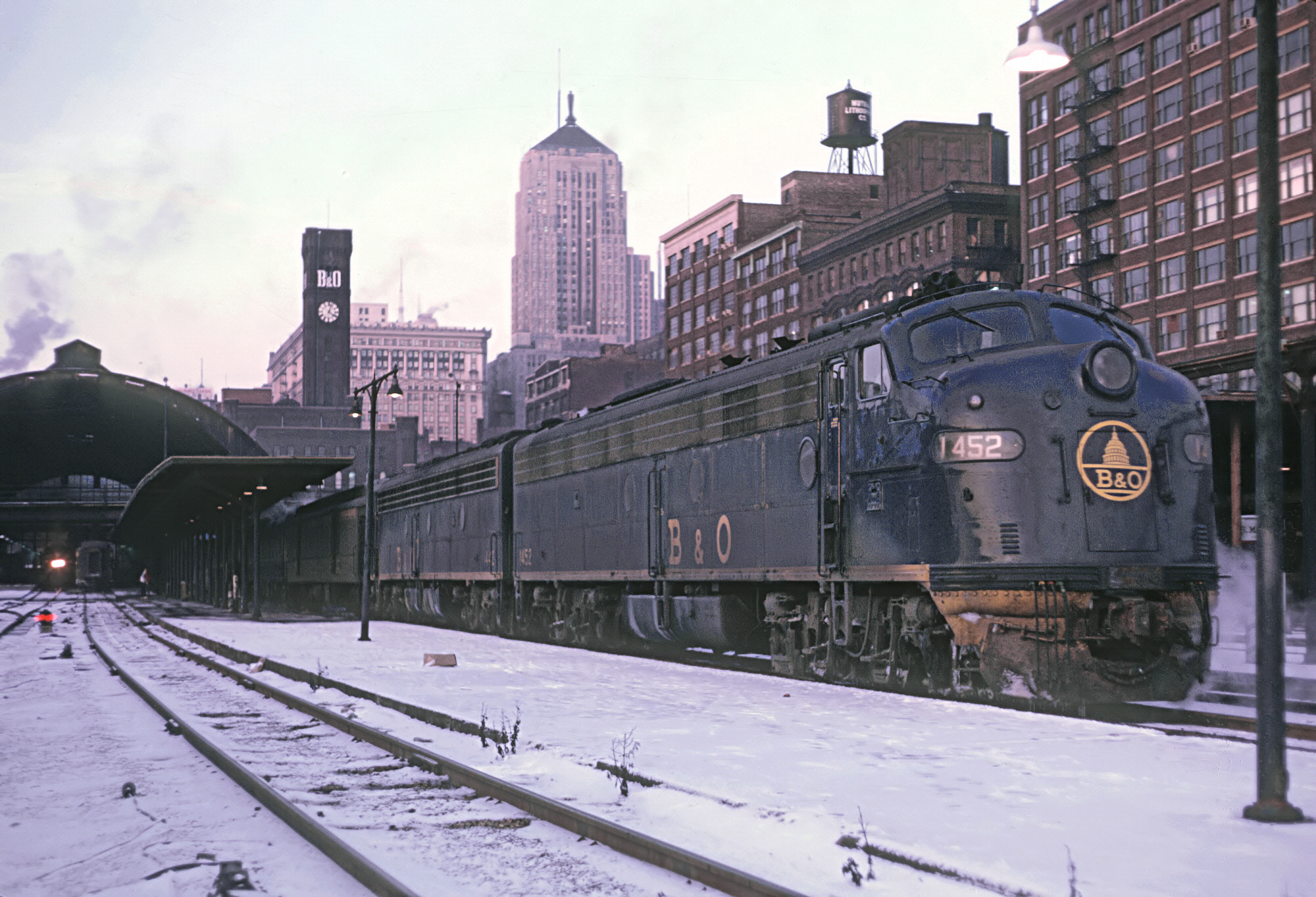
Capitol Limited del ferrocarril de Baltimore y Ohio en Grand Central Station en 1967

- Ferrocarril de Baltimore y Ohio: Capitol Limited, Columbian y Shenandoah a Nueva York y Chicago - Washington Express a Washington D. C., junto con otros trenes a Cumberland, Maryland y Wheeling, West Virginia.
- Chicago Great Western Railway (hasta 1956): Legionnaire, luego Minnesotan, ambos a Minneapolis, Minnesota. Otros trenes a Kansas City, Missouri y Omaha, Nebraska. Todos los servicios de pasajeros cesaron en 1956.
- Minneapolis, St. Paul y Sault Ste. María Ferrocarril (Soo Line) (hasta 1899, y de 1912 a 1965; usó la Estación Central en el medio y después): Laker a Duluth, Minnesota.
- Ferrocarril Pere Marquette: Grand Rapids Flyer y Grand Rapids Express a Grand Rapids y Muskegon, Míchigan y, finalmente, a Buffalo, Nueva York.[9][10] Los trenes de Grand Rapids anteriores fueron reemplazados por el Night Express con secciones a Grand Rapids y Muskegon. El Resort Special fue a Bay View a través de Traverse City y Petoskey.[11] Tras la fusión de 1947 con Chesapeake y Ohio Railway, los trenes PM pasaron a llamarse Pere Marquette, excepto que Resort Special mantuvo su nombre.[12][13]
- Desde diciembre de 1900 hasta julio de 1903, el New York Central Railroad y Chicago, Rock Island y Pacific Railroad utilizaron Grand Central, ya que se estaba reconstruyendo su estación de LaSalle Street.[1]

### Trenes de cercanías suburbanos
Además del servicio ferroviario interurbano de pasajeros, Grand Central Station albergó varias operaciones ferroviarias interurbanas de pasajeros de corta duración. Para coincidir con la Exposición Colombina Mundial en 1893, Baltimore y Ohio operaron un tren especial de pasajeros entre Grand Central Station y Jackson Park, con paradas intermedias en Halsted Street, Blue Island Avenue, Ashland Avenue y Ogden Avenue. Grand Central Station también sirvió como terminal para al menos tres líneas de cercanías suburbanas. Uno, operado por Wisconsin Central, operaba trenes al oeste de Grand Central Station a Altenheim. El segundo comenzó a funcionar en 1900 por Chicago Terminal Transfer Railroad y continuó cuando B&O compró la línea en 1910. Operaba seis trenes diarios entre Grand Central y Chicago Heights, con paradas en Blue Island, Harvey, Thornton y Glenwood. La línea no tuvo éxito y terminó ya en 1915. El tercero estaba a cargo del Chicago Great Western. Atravesaba Forest Park hasta Elmhurst, Lombard, Glen Ellyn, Gretna (Carol Stream), Ingalton (West Chicago), St. Charles, Wasco, Lily Lake, Virgil, Sycamore y DeKalb. También fue de corta duración. El servicio se suspendió en 1906. Ninguno de los otros ferrocarriles arrendatarios operaba trenes de cercanías desde Grand Central Station.

## Cierre y demolición

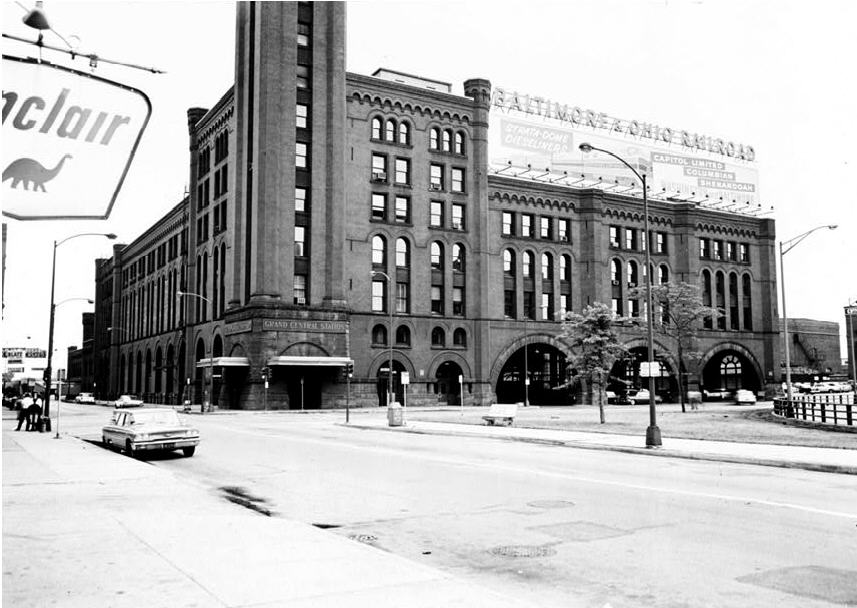
Grand Central Station, mirando hacia el sur por Wells Street en 1963

La terminal de uso ligero se volvió aún más silenciosa en los años posteriores a la Segunda Guerra Mundial, con Grand Central sirviendo a 26 trenes de pasajeros interurbanos, frente a los casi 40 en su punto más activo. Se abandonaron los trenes de pasajeros y se redujo el servicio, y en 1956 el Chicago Great Western, que hasta 1940 había operado seis trenes por día dentro y fuera de Grand Central dejó de operar el servicio de pasajeros a Chicago. Como resultado, en 1963 solo quedaban diez trenes interurbanos, de los cuales seis eran operados por Baltimore y Ohio. La cantidad de pasajeros que utilizaron el servicio restante se redujo proporcionalmente: en 1969, año en que cerró la estación, la estación solo atendía a un promedio de 210 pasajeros por día.
Debido a su pequeño tamaño, su antigüedad y la obsolescencia percibida, Grand Central fue el objetivo de un esfuerzo político a largo plazo por parte del gobierno de la ciudad para fomentar la consolidación de las terminales de pasajeros en el South Loop. En última instancia, fue este esfuerzo político el que selló el destino de Grand Central, descrito en 1969 como "decadente, lúgubre y tristemente obsoleto".
Ante la disminución del número de pasajeros y la intensa presión política para consolidarse, los ferrocarriles que operaban en Grand Central Station desviaron sus trenes a otras terminales de Chicago, comenzando con la línea Soo hacia Central Station en 1963. Los seis trenes restantes de Baltimore y Ohio y ex-Pere Marquette utilizaron por última vez la estación Grand Central el 8 de noviembre de 1969 y se enrutaron a su nueva terminal en Chicago y North Western Terminal al día siguiente.
Sentado sin usar, el valor de Grand Central Station como una obra maestra de arquitectura e ingeniería fue descartado por el propietario del ferrocarril, quien creía que el valor de la tierra para la remodelación urbana era bastante sustancial. Como resultado, la vía fue desechada y toda la terminal fue arrasada por el ferrocarril en 1971.

## En la actualidad
Quedan aproximadamente 6,5 acres vacantes entre Harrison y Polk; el sitio actualmente sirve como un parque para perros de facto en South Loop. En 1984, los desarrolladores comenzaron la construcción de River City, justo al sur del sitio. River City estaba destinado a ser un complejo de cuatro torres residenciales y de oficinas de 85 pisos que se extendía a lo largo del río Chicago desde Harrison hasta Roosevelt Road, diseñado por Bertrand Goldberg, diseñador del hito "Marina City" a lo largo de la rama principal del río Chicago. Solo se completó un edificio de apartamentos de 17 pisos en 1986, que puede acomodar pisos adicionales como parte de una expansión. En los últimos años se han propuesto varios otros planes para torres de oficinas, condominios o desarrollo comercial en el sitio, y todos han sido archivados.
El terreno en la esquina de Harrison y Wells, el lote en el que se encontraba la estación, permaneció vacante hasta principios de 2020. En marzo de 2008, CSX Transportation, la compañía sucesora de B&O, vendió la propiedad a un grupo de capital con sede en Skokie con la intención de reconstruir el sitio con edificios de gran altura de uso mixto.
MGLM Architects propuso construir una nueva estación de tren en el sitio en febrero de 2012 para dar cabida a los trenes de alta velocidad entre el centro de la ciudad y el aeropuerto O'Hare. La empresa afirmó que esta ubicación sería preferible a agregar capacidad adicional en la ya abarrotada Union Station.
A partir de octubre de 2013, ha resurgido una propuesta para construir dos torres que contengan 700 unidades (alquiler y posiblemente apartamentos en condominio) para 1,5 acres del sitio de 6,5 acres. El desarrollo conocido como "Franklin Point" cuenta con el respaldo de los socios comerciales del rapero Jay-Z, Arnold "Alex" Bize y Naum Chernyavsky.
En septiembre de 2016, comenzó la construcción de un nuevo desarrollo denominado Project Riverline; una empresa conjunta entre CMK Companies y Lendlease. La remodelación consistirá en más de 3600 residencias repartidas en ocho edificios frente al mar, y se estima que se completará en 2024.

### Legado
Más de treinta años después de su demolición, los historiadores locales, los entusiastas del ferrocarril y los críticos de arquitectura identificaron recientemente Grand Central Station como "la reina de las antiguas estaciones de tren de la ciudad". El autor Carl W. Condit comentó que la estación era "un importante edificio de Chicago, aunque nunca recibió mucho reconocimiento". El arquitecto Harry Weese lamentó su "destrucción sin sentido". Ira J. Bach señaló que cuando se demolió la terminal: "Chicago perdió su mayor monumento a la institución que lo había creado: el ferrocarril".

### El puente basculante B&OCT

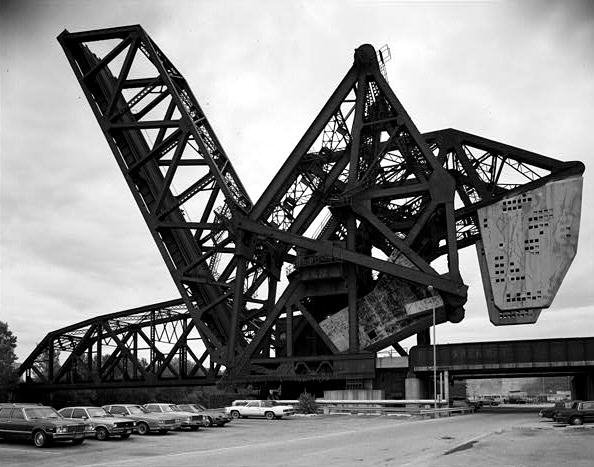
El puente basculante B&OCT sobre el río Chicago. Detrás, el puente del ferrocarril St. Charles Air Line

Cuando se completó Grand Central, los trenes de pasajeros se acercaban a la terminal cruzando el río Chicago hacia el suroeste por un puente entre Taylor Street y Roosevelt Road, construido en 1885. Este primer puente fue reemplazado por una estructura más alta en 1901 para acomodar botes y barcos más grandes en la rama sur del río.
Cuando el río Chicago se canalizó y ensanchó en la década de 1930, el Departamento de Guerra de los Estados Unidos insistió en que Baltimore y Ohio construyeran un nuevo puente adyacente al de St. Charles Air Line Railroad que cruzaba el río entre las calles 15 y 16. La ubicación del nuevo puente (41°51′40″N 87°38′06″O / 41.86098000, -87.63494400), a unas siete cuadras al sur de su cruce anterior, exacerbó la ruta tortuosa de la vía del Ferrocarril Terminal de Baltimore y Ohio Chicago (B&OCT) que conduce a la estación Grand Central. Tanto el puente basculante B&OCT como el del puente St. Charles Air Line, también un puente basculante inmediatamente adyacente a él, se construyeron en 1930.
A 2029 el puente B&OCT está inutilizado.